# Thornelya ceylonica
Thornelya ceylonica är en mossdjursart. Thornelya ceylonica ingår i släktet Thornelya och familjen Hippopodinidae.
Artens utbredningsområde är Röda havet. Inga underarter finns listade i Catalogue of Life.